# Wacław Sieroszewski

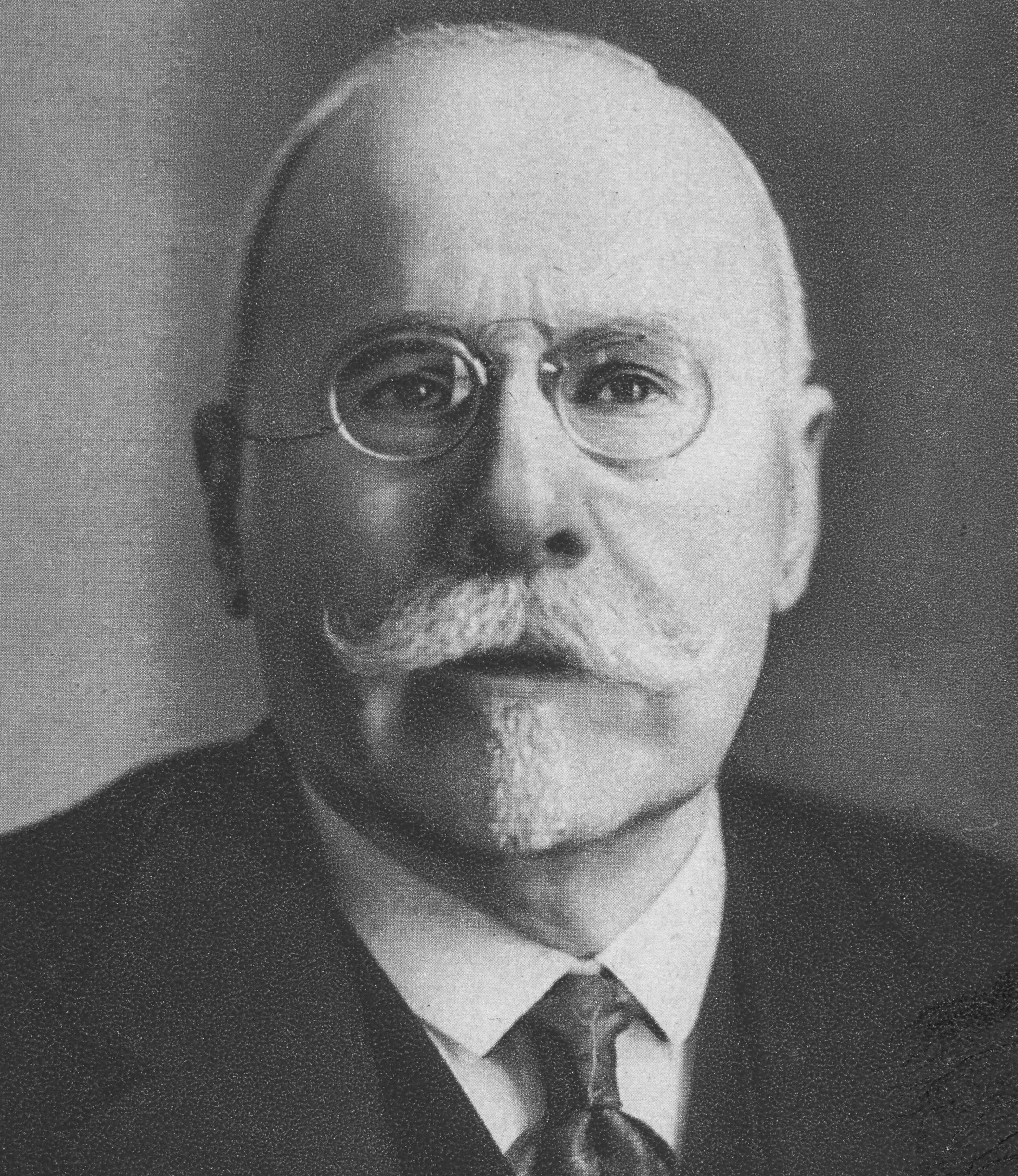
Wacław Sieroszewski trước Chiến tranh thế giới thứ hai

Wacław Kajetan Sieroszewski (1858 – 1945) là một nhà văn người Ba Lan, một nhà hoạt động trong Đảng Xã hội Ba Lan, và là một người lính trong Quân đoàn Ba Lan trong Chiến tranh thế giới thứ nhất (ông đã được tặng thưởng huân chương Virtuti Militari). Vì tham gia vào các hoạt động lật đổ Đế quốc Nga, ông đã phải sống lưu vong nhiều năm ở Siberia.
Những trải nghiệm ở Siberia của Sieroszewski đã trở thành chủ đề trong nhiều truyện và tiểu thuyết của ông — Na kresach lasów (At the Edge of the Woods, 1894), Dno nędzy (The Depths of Misery, 1900), Risztau (1899), Ucieczka (The Escape, 1904), Zamorski diabeł (The Overseas Devil, 1900). Ông cũng là tác giả của cuốn Bajki (Fables, 1910) nổi tiếng. Cuốn sách 12 lat w kraju Jakutów (12 years in the Yakut country, 1900) của ông giúp cung cấp tài liệu dân tộc học chuyên sâu đầu tiên về dân tộc Yakut.
Khi ở Paris vào năm 1910, ông nghe nói rằng Jan Wacław Machajski đã nhờ người bạn Stefan Żeromski viết thư giới thiệu để vợ của Machajski được Kazimierz Dłuski tuyển làm việc. Sau khi nghe tin đồn do Đảng Dân chủ Xã hội Ba Lan của Galicia lan truyền rằng Machajski là một kẻ khủng bố, Sieroszewski đã viết thư cho Dłuski cảnh báo không nên dính líu đến Machajski. Khi bức thư này rơi vào tay cảnh sát, họ đã kịp thời bắt giữ Machajski.

## Nền tảng chuyên môn
Dưới thời Đệ Nhị Cộng hòa Ba Lan, Sieroszewski là thượng nghị sĩ và là chủ tịch của Liên đoàn Nhà văn Ba Lan (Związek Zawodowy Literatów Polskich, 1927–30) và Viện Hàn lâm Văn học Ba Lan (Polska Akademia Literatury, 1933–1939).

## Tác phẩm điện ảnh tiêu biểu
- Exile to Siberia (1930)